# تأريخ العلوم
تأريخ العلوم هو دراسة تاريخ ومنهجية أحد فروع التاريخ، والمعروف باسم تاريخ العلم، بما في ذلك جوانبه وممارساته (الأساليب والنظريات والمدارس) ودراسة تطوره التاريخي («تاريخ تاريخ العلوم»، أي تاريخ تخصص يسمى تاريخ العلوم).
نظرًا لأنه من الصعب في بعض الأحيان تحديد النقاشات التأريخية المتعلقة بالطريقة الصحيحة لدراسة تاريخ العلم من الخلافات التاريخية المتعلقة بمسار العلم ذاته، غالبًا (وبحق) تعتبر الخلافات المبكرة من النوع الأخير بمثابة بدء الانضباط الفرعي. على سبيل المثال، تتخلل مثل هذه النقاشات الكتابات التاريخية لمؤرخ وفيلسوف العلم وليام ويلي. لذلك يُنظر إليه غالبًا (وعن حق) على أنه جد هذا النظام؛ الأجداد البارزون الآخرون هم بيير دوهيم وألكسندر كويري.
أما بالنسبة للعرض الواضح لتاريخ تأريخ العلوم، فهو مؤرخ عادة في أوائل الستينيات من القرن العشرين. وهكذا، على سبيل المثال، في عام 1965، نجد جيرد بوشدال يتحدث عن «ثورة في تاريخ العلوم» في إشارة إلى الدراسات المبتكرة لتوماس كون وجوزيف أغاسي. اقترح أن هذين الكتابين قد افتتحا التخصص الفرعي من خلال التمييز بوضوح بين تاريخ وتأريخ العلوم، حيث جادلوا بأن الآراء التأريخية تؤثر بشكل كبير على كتابة تاريخ العلم.